# Zwergelefant

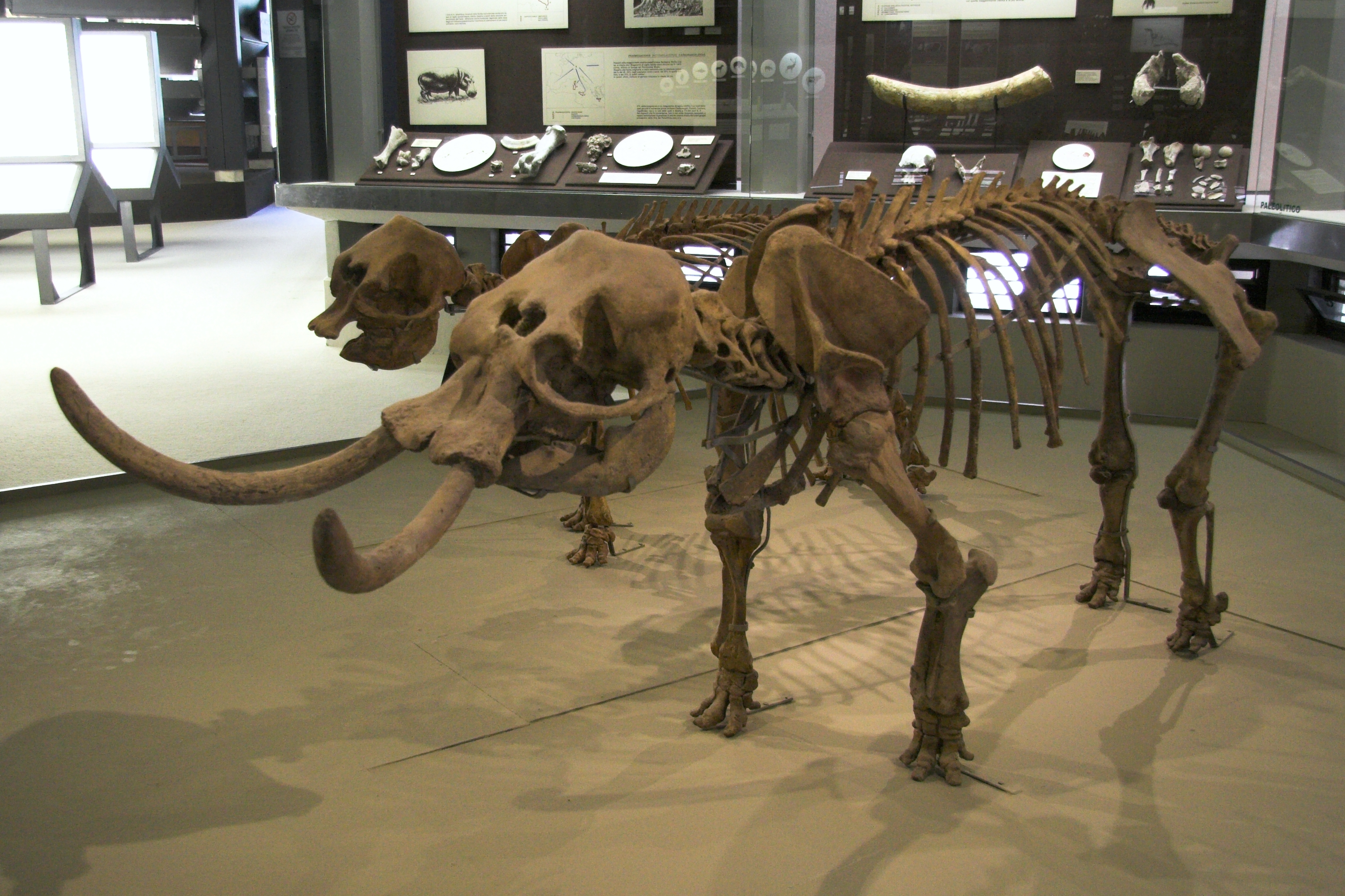
Skelettrekonstruktion des Sizilianischen Zwergelefanten (Palaeoloxodon falconeri)

Als Zwergelefanten bezeichnet man eine Reihe von überwiegend ausgestorbenen, kleinwüchsigen Rüsseltierformen, die sich im Eiszeitalter auf verschiedenen Inseln entwickelt haben. Sie gehören zumeist den Gattungen Palaeoloxodon und Mammuthus an, es sind aber auch aus anderen Rüsseltierlinien verzwergte Vertreter belegt. Zwei heute lebende Formen, der „Borneo-Zwergelefant“ und der afrikanische „Zwergelefant“, sind in ihrer taxonomischen Stellung umstritten.

## Ausgestorbene Insel-Zwergelefanten

Größenvergleich des Sizilianischen Zwergelefants, v. l. n. r.: Bulle, Kalb, Kuh

Als Zwergelefanten oder besser Insel-Zwergelefanten bezeichnet man eine Reihe von kleinwüchsigen Elefanten der Gattungen Palaeoloxodon und Mammuthus. Dabei ist die Zwergwüchsigkeit eine Anpassung an den verkleinerten Lebensraum auf den Inseln, das verringerte Nahrungsangebot und das Fehlen von Raubtieren. Derartige verkleinerte Inselformen kamen als Ergebnis eines als Inselverzwergung bezeichneten Prozesses im Laufe der Rüsseltierevolution häufiger vor, wie zum Beispiel Stegodon auf den Inseln Südostasiens. Neben den Elefanten unterlagen auch andere großwüchsige Säugetiere, wie etwa das Flusspferd mit den Arten Hippopotamus melitensis, Hippopotamus pentlandi und Hippopotamus minor auf einigen Mittelmeerinseln, dem Prozess der Inselverzwergung. Solche Populationen sind jedoch anfällig gegen Änderungen der Umweltbedingungen wie Naturkatastrophen oder Einflüsse des Menschen. Nach einzelnen Untersuchungen bildet die Isolation der Insel keinen entscheidenden Faktor bei der Verzwergung. Dagegen haben die Größe der Insel, die Zeit, die seit der Trennung von der Hauptpopulation vergangen ist und Konkurrenz mit anderen Arten Einfluss auf den Prozess. Teilweise wirken diese Faktoren gegenläufig. Auf Inseln mit einer Entfernung von 6 bis 10 km zum Festland erfolgte in der Regel kaum eine Verzwergung, da offensichtlich ein genügend großer genetischer Austausch zwischen den verschiedenen Populationen stattfand. Für den Sizilianischen Zwergelefanten (Palaeoloxodon falconeri) von Sizilien und Malta wurde die Verzwergungsrate bestimmt. Ausgehend von einer Kolonialisierung der Inseln vor rund 70.000 Jahren liegt die Reduktion des Körpergewichts bei rund 18,45 kg und die der Schulterhöhe bei rund 3,41 mm je Generation. Eine frühere Trennung von der Hauptpopulation vor gut 520.000 Jahren ergibt entsprechend 0,79 kg und 0,15 mm je Generation.

### Inselelefanten des Mittelmeers
Auf einigen Inseln des Mittelmeers lebten im Pleistozän Zwergformen, die sich zu einem Großteil aus dem Europäischen Waldelefanten (Palaeoloxodon antiquus) entwickelten, welcher das Festland besiedelte. Weiterhin kamen, wenn auch seltener, Arten vor, die auf die Gattung Mammuthus zurückzuführen sind. Deren Ausgangsformen können einerseits der Südelefant (Mammuthus meridionalis), andererseits auch das Steppenmammut (Mammuthus trogontherii) sein. Abzüglich gewisser Schwankungen innerhalb der einzelnen Populationen kann für diese drei festländischen Arten ein Körpergewicht zwischen 10 und 15 t angegeben werden.

#### Zwergelefanten

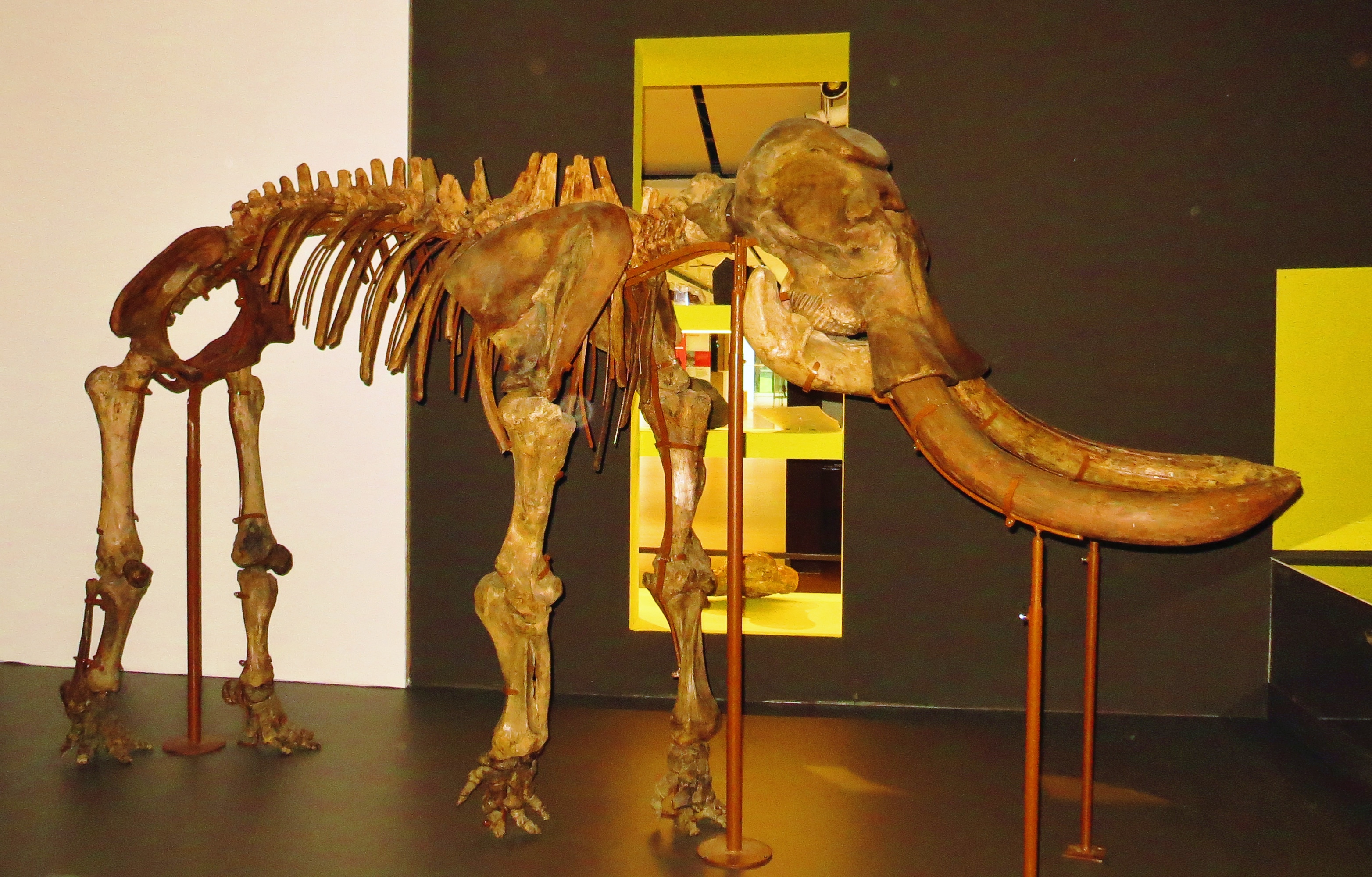
Skelettrekonstruktion von Palaeoloxodon mnaidriensis

Zu den bekanntesten verzwergten Verwandten des Europäischen Waldelefanten gehört unter anderem der Sizilianische Zwergelefant (Palaeoloxodon falconeri) mit einer Schulterhöhe von etwa einem Meter und einem Gewicht von rund 170 kg. Diese Art kam sowohl auf Sizilien als auch auf Malta vor, die beide in den Kaltzeiten des Pleistozäns, als der Meeresspiegel deutlich niedriger lag als heute, einen wohl enger geschlossenen geographischen Raum bildeten. Die Art entstand im mittleren Pleistozän in einer ersten Phase der geographischen Isolierung. Eine zweite Phase der Isolierung führte im späten Pleistozän auf Sizilien und Malta zur Bildung der Art Palaeoloxodon  mnaidriensis, die etwas weniger als 2 m an der Schulter maß und bis zu 2,5 t wog. Dagegen ist der ehemals als Maltesischer Zwergelefant beschriebene Elephas melitensis identisch mit Palaeoloxodon mnaidriensis. Etwa ähnlich groß wie Palaeoloxodon mnaidrensis wurde eine noch unbestimmte Form auf Favignana westlich von Sizilien, deren Alter auf rund 20.000 Jahre vor heute datiert und damit die wahrscheinlich jüngsten Belege von Zwergelefanten im westlichen Mittelmeer repräsentieren. Die heutige Insel war aber zu diesem Zeitpunkt mit Sizilien verbunden.

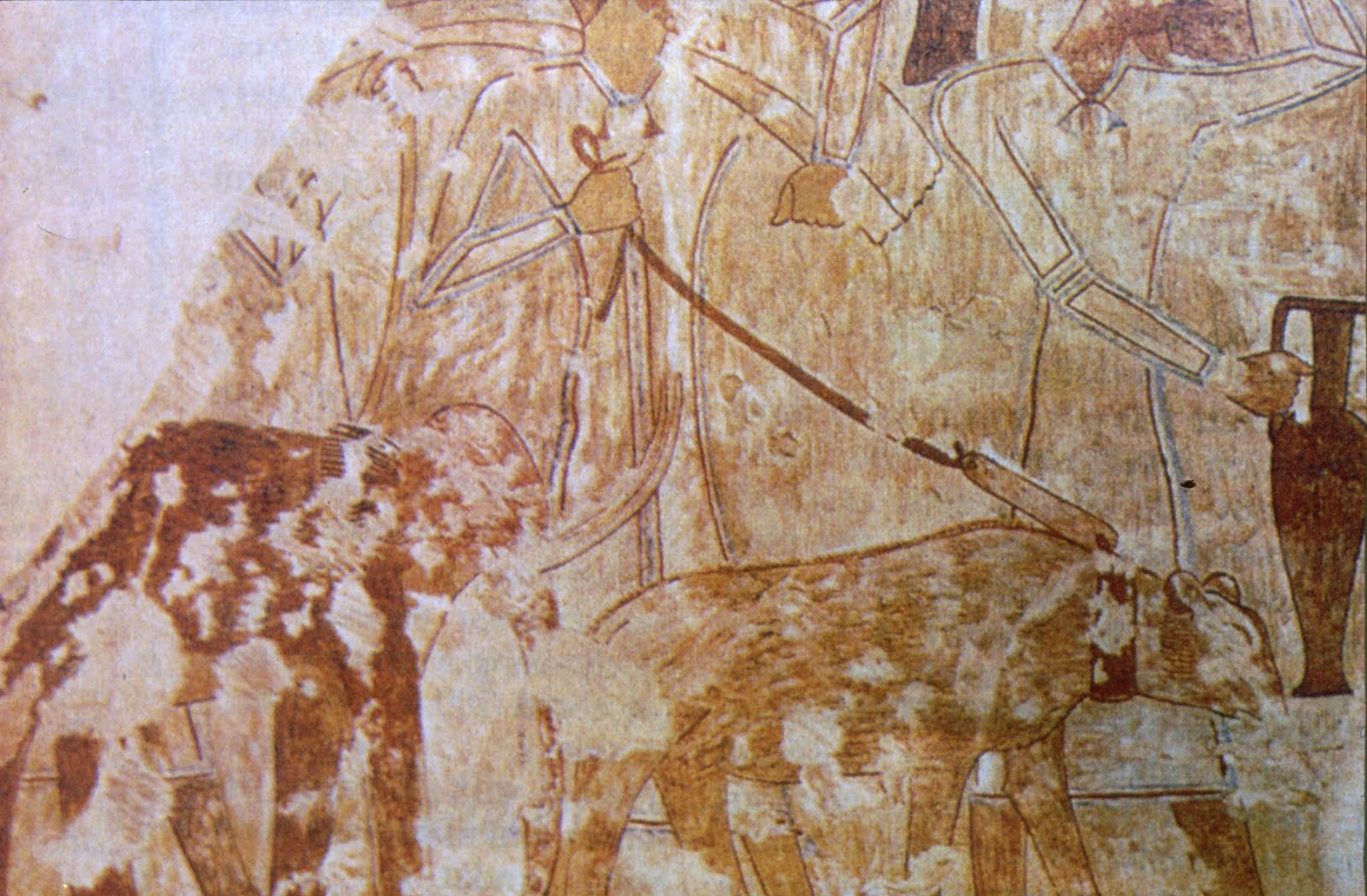
Darstellung eines Elefanten im Grab von Rechmire (Neues Reich).

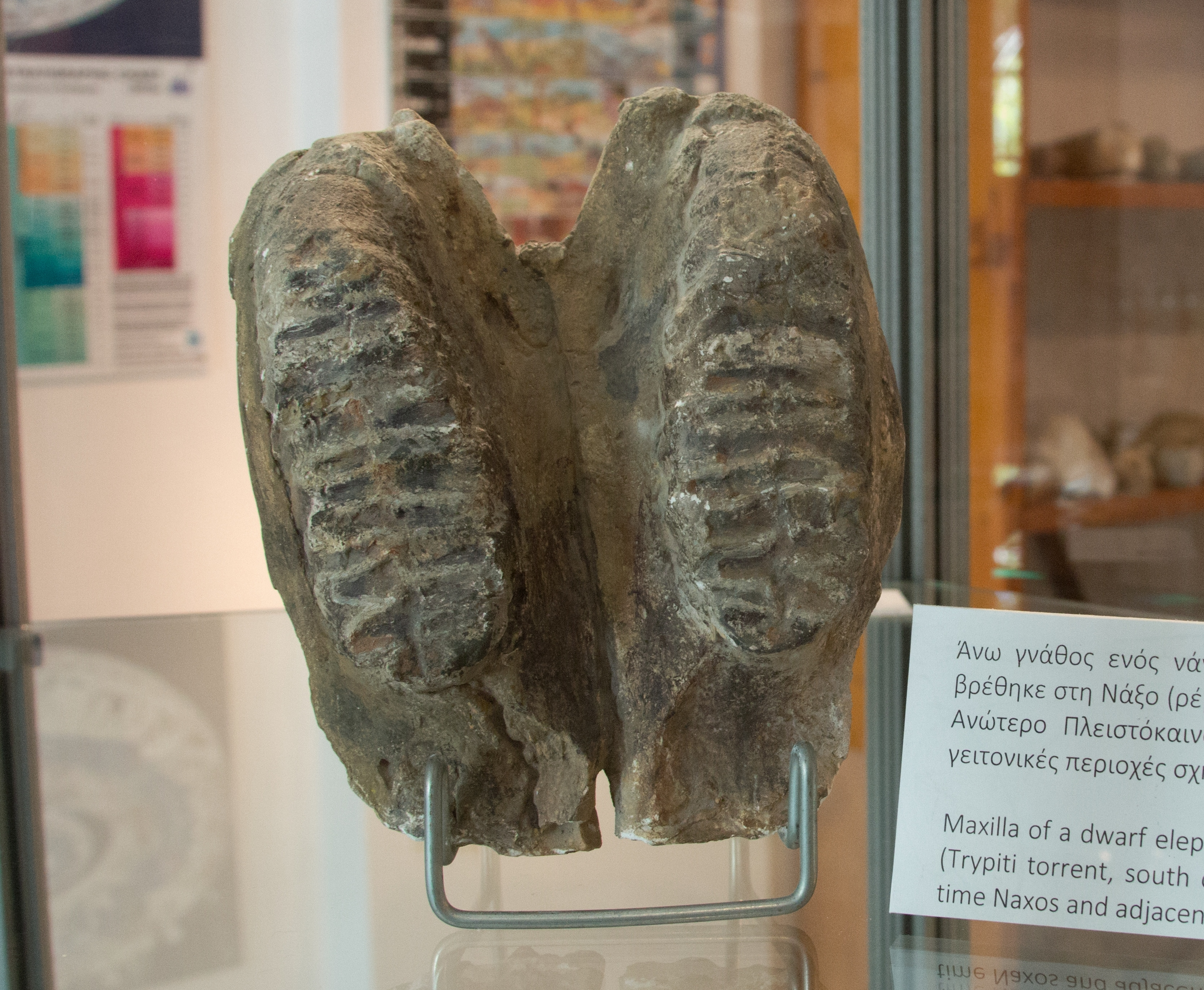
Oberkiefer von Palaeoloxodon lomolinoi

Auch auf den heute teilweise winzigen ägäischen Inseln des Dodekanes wie Astypalea, Tilos und Rhodos sowie der Kykladen, etwa Delos und Naxos gab es ähnliche Formen. Genauer untersucht ist Palaeoloxodon tiliensis von Tilos mit einer Schulterhöhe von 1,4 m und einem rekonstruierten Gewicht von 650 kg. Eines der jüngsten datierten Skelette von der Insel Tilos weist ein Alter von 2400 v. Chr. auf, der letzte Nachweis liegt bei etwa 1300 v. Chr. Es ist daher möglich, dass bronzezeitliche Kulturen des Mittelmeerraums diesem Zwergelefanten begegnet sind und etwas mit deren Aussterben zu tun hatten; ob Darstellungen auf altägyptischen Wandmalereien solche Zwergelefanten zeigen, ist bis heute ein Streitpunkt.
Die Schädel der Zwergelefanten könnten im Altertum zur Entstehung der mediterranen Sage von den Zyklopen beigetragen haben, da Elefanten in der Mitte der Stirn eine einzige Nasenöffnung besitzen, die man leicht als Auge missdeuten kann. Die meisten anderen Formen sind bis jetzt unbenannt, lediglich die Funde von Naxos wurden im Jahr 2014 als Palaeoloxodon lomolinoi beschrieben, das nur 10 % der Größe eines Europäischen Waldelefanten erreichte. Während der maximalen Vereisungsphasen der Kaltzeiten des jüngeren Pleistozäns lag der Meeresspiegel teilweise rund 100 m tiefer als heute, wodurch einige Inseln der Kykladen eine größere Landmasse bildeten. Diese in Fachpublikationen als „Paläo-Kykladen“ bezeichnete Insel schloss unter anderem Naxos, Paros und Delos ein, auf denen Nachweise von Elefanten gelangen.
Eine mit nur 250 kg sehr kleine Zwergform stellt Palaeoloxodon cypriotes von Zypern dar. Mehr als 200 Knochenreste wurden unter anderem in der Höhlenruine von Aetokremnos dokumentiert, gemeinsam mit unzähligen Resten eines verzwergten Flusspferdes. Da die Höhle auch Hinterlassenschaften menschlicher Nutzung barg und die Fundschichten auf rund 9500 v. Chr. datiert sind, gehen einige Wissenschaftler davon aus, dass die Tiere möglicherweise von den ersten Besiedlern der Insel ausgerottet wurden, was aber nicht unumstritten ist. Palaeoloxodon xylophagou repräsentiert eine zweite verzwergte Form auf Zypern. Sie erreichte etwas größere Ausmaße und datiert in das Mittelpleistozän. Dem gegenüber war Palaeoloxodon creutzburgi aus dem Jungpleistozän von Kreta weniger stark verzwergt. Die Art erreichte etwa 69 % der Körpergröße der Festlandsformen, Gewichtsschätzungen reichen anhand der aufgefundenen Langknochen bis etwa 3 t. Funde von der östlich benachbarten Insel Kasos sind möglicherweise ebenfalls Palaeoloxodon creutzburgi zuzuweisen. Ebenfalls von Kreta wurde Palaeoloxodon chaniensis berichtet. Dessen taxonomische Eigenständigkeit ist aber umstritten. Die Form übertraf Palaeoloxodon creutzburgi etwas in der Größe. Von der ionischen Insel Kefalonia im Golf von Patras wurde im Jahr 2018 anhand eines einzelnen Oberkiefers die Art Palaeoloxodon cephallonicus beschrieben. Der Fund datiert in den Übergang vom Mittel- zum Jungpleistozän und verweist auf ein Tier mit Ausmaßen vergleichbar zu Palaeoloxodon creutzburgi oder Palaeoloxodon  mnaidriensis. Ein Jahr später wurde in einer Publikation angezweifelt, dass es sich bei dem Oberkieferrest um eine auf Kefalonia endemische Art handelt. Die Autoren der Studie ordnen stattdessen den Fund dem Europäischen Waldelefanten zu und nehmen eine mit den Festlandsformen übereinstimmende Körpergröße an. Der Europäische Waldelefant ist auf Kefalonia ebenfalls belegt.

#### Zwergmammute

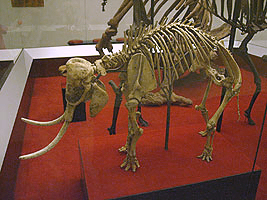
Skelettrekonstruktion des Kreta-Zwergmammuts (Mammuthus creticus)

Zu den Vertretern der Mammute zählt unter anderem das im Spätpleistozän auf Sardinien vorkommende Mammuthus lamarmorai, welches etwa 1,5 m groß wurde und rund 800 kg wog. Das stark fragmentierte Fundmaterial stammt weitgehend vom westlichen Teil der Insel. Ein weiterer Vertreter war das ursprünglich in seiner taxonomischen Stellung umstrittene, stark verzwergte Kreta-Zwergmammut (Mammuthus creticus) aus dem Frühpleistozän, welches vor einigen Jahren mittels molekulargenetischer Untersuchungen (vergl. aDNA) als tatsächlich zu den Mammuten zu zählende Art identifiziert wurde. Neueren Untersuchungen zufolge ist diese Mammutart mit einer Schulterhöhe von 1,1 m und einem Gewicht von rund 310 kg die bisher kleinste bekannte Form dieser Rüsseltiergattung. Bisher ist mit Kap Maleka auf der Halbinsel Akrotiri nur eine Fundstelle bekannt.

#### Übersicht der Nachweise auf Mittelmeer-Inseln

##### Italien, Malta
| Insel     | Taxon                      | Autor                | Datierung              |
| --------- | -------------------------- | -------------------- | ---------------------- |
| Sardinien | Mammuthus lamarmorai       | (Major, 1883)        | Mittel-/Jungpleistozän |
| Favignana | Palaeoloxodon sp.          | Palombo et al., 2020 | Jungpleistozän         |
| Malta     | Palaeoloxodon falconeri    | (Busk, 1869)         | Mittel-/Jungpleistozän |
| Malta     | Palaeoloxodon mnaidriensis | (Adams, 1874)        | Mittel-/Jungpleistozän |
| Sizilien  | Palaeoloxodon falconeri    | (Busk, 1869)         | Mittel-/Jungpleistozän |
| Sizilien  | Palaeoloxodon mnaidriensis | (Adams, 1874)        | Mittel-/Jungpleistozän |

##### Griechenland
| Insel     | Taxon                             | Autor                    | Datierung              |
| --------- | --------------------------------- | ------------------------ | ---------------------- |
| Astypalea | Palaeoloxodon sp. A1              | Athanassiou et al., 2019 | unklar                 |
| Kasos     | Palaeoloxodon aff. creutzburgi A2 | Sen et al., 2014         | Jungpleistozän         |
| Rhodos    | Palaeoloxodon sp.                 | Symeonides et al., 1974  | Jungpleistozän         |
| Tilos     | Palaeoloxodon tiliensis           | (Theodorou et al. 2007)  | Jungpleistozän/Holozän |

| Insel | Taxon                       | Autor                     | Datierung              |
| ----- | --------------------------- | ------------------------- | ---------------------- |
| Kreta | Mammuthus creticus          | (Bate, 1907)              | Alt-/Mittelpleistozän  |
| Kreta | Palaeoloxodon chaniensis A3 | (Symeonides et al., 2000) | Jungpleistozän         |
| Kreta | Palaeoloxodon creutzburgi   | (Kuss, 1965)              | Mittel-/Jungpleistozän |

| Insel   | Taxon                   | Autor                     | Datierung       |
| ------- | ----------------------- | ------------------------- | --------------- |
| Delos   | Palaeoloxodon sp.       | Vaufrey, 1929             | unklar          |
| Naxos   | Palaeoloxodon lomolinoi | Van der Geer et al., 2014 | Jungpleistozän  |
| Paros   | Elephantidae indet. A4  | Georgalas, 1929           | unklar          |
| Kythnos | Elephantidae indet.     | Honea, 1975               | Jungpleistozän? |
| Milos   | Elephantidae indet.     | Papp, 1953                | unklar          |
| Serifos | Elephantidae indet.     | Papp, 1953                | unklar          |

| Insel     | Taxon                          | Autor                    | Datierung      |
| --------- | ------------------------------ | ------------------------ | -------------- |
| Kefalonia | Palaeoloxodon cephallonicus A5 | (Theodorou et al., 2018) | Jungpleistozän |

##### Zypern
| Insel  | Taxon                    | Autor                    | Datierung                   |
| ------ | ------------------------ | ------------------------ | --------------------------- |
| Zypern | Palaeoloxodon cypriotes  | (Bate, 1903)             | Jungpleistozän/Frühholozän? |
| Zypern | Palaeoloxodon xylophagou | Athanassiou et al., 2015 | Mittelpleistozän            |

Inselverbund

Inselverbund

### Inselelefanten im Arktischen Ozean
Lange Zeit wurde angenommen, dass das Wollhaarmammut (Mammuthus primigenius) eine verzwergte Inselvariante auf der sibirischen Wrangelinsel im Arktischen Ozean ausgebildet hatte. Dort überlebte die letzte Population dieser Art noch bis vor etwa 3700 Jahren, also lange, nachdem das Mammut auf dem Festland ausgestorben war. Erste Berechnungen an Zahnfunden sprachen den Tieren eine Schulterhöhe von rund 1,8 m bei einem Gewicht von gut 2 t zu. Analysen des Körperskeletts erbrachte keine Abweichungen von den spätpleistozänen Tieren des Festlandes, für die eine Körperhöhe von rund 2,2 m rekonstruierbar ist. Auch für die Vertreter des Wollhaarmammuts auf den Pribilof-Inseln vor der Küste Alaskas, die ebenfalls erst im Holozän, aber etwas früher als die Mammuts der Wrangel-Insel ausgerottet wurden, wird eine frühe Phase der Inselverzwergung postuliert.

### Inselelefanten im Pazifischen Ozean
Auf den Kanalinseln vor der Küste Kaliforniens lebte im Jungpleistozän Mammuthus exilis. Diese Zwergform wurde zwischen 1,2 und 1,8 m groß und geht vermutlich auf das Präriemammut (Mammuthus columbi) des nordamerikanischen Festlandes zurück. Für die Zwergform wird ein Gewicht von rund 1,35 t rekonstruiert, die Ausgangsform hingegen wog zwischen 9,5 und 12,5 t. Beide Mammutarten starben am Ende des Pleistozäns aus.

### Inselelefanten des Südostasiatischen Archipels

#### Zwergelefanten
Von Sulawesi, dem früheren Celebes, wurde eine Zwergelefantenart aus dem Alt- bis Mittelpleistozän Südostasiens berichtet. Ursprünglich als Elephas celebensis ausgewiesen, ordnen sie einige Wissenschaftler heute aufgrund des Zahnbaus zur eigenständigen Gattung Stegoloxodon. Zu dieser gehören zusätzlich einige Funde von Java. Ein einziger Zahn von Luzon, der im Jahr 1956 als Elephas beyeri vorgestellt wurde, ist in seinen tatsächlichen Verwandtschaftsverhältnissen unsicher und gehört entweder in die Linie des Asiatischen Elefanten oder zu Palaeoloxodon.

#### Zwergstegodonten

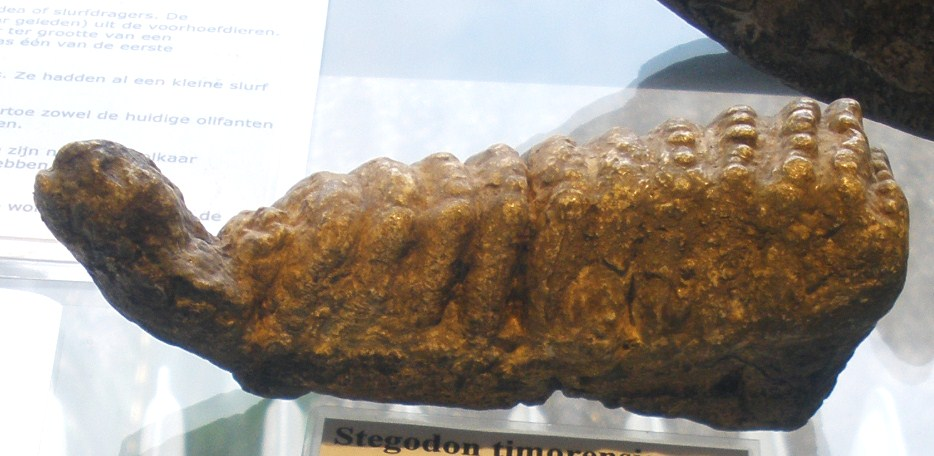
Zahn von Stegodon timorensis

Daneben sind auf verschiedenen Inseln der Region auch verzwergte Verwandte der Elefanten belegt, die zu den Stegodonten gezählt werden. Zeitgleich zu Stegoloxodon bewohnte so unter anderem Stegodon sompoensis die Insel Sulawesi. Die Form brachte wohl zwischen 350 und 950 kg auf die Waage. Auf Flores erschien im ausgehenden Altpleistozän vor rund 900.000 Jahren Stegodon sondaari, das mit einem ein Gewicht von rund 300 kg der bislang kleinste Repräsentant der Stegodonten ist. Benannt wurde die Form im Jahr 1999 unter Berufung auf einen Unterkiefer und zugehörige obere Zähne. Im Übergang zum Mittelpleistozän vor 850.000 bis 700.000 Jahren wurde die Art durch Stegodon florensis ersetzt. Diese Form war mit rund 850 kg merklich größer. Im weiteren Verlauf reduzierte sich ihre Größe aber offensichtlich wieder, da Funde aus dem Jungpleistozän auf rund 30 % kleinere Individuen verweisen. Sie starb dann aber in einem Zeitraum von vor 95.000 bis 12.000 Jahren aus. Die südlich von Flores gelegene Insel Sumba barg gleichfalls die Reste eines extrem verzwergten Stegodonten, der als Stegodon sumbaensis bezeichnet wird. Es sind mehrere Unterkiefer dokumentiert worden, deren Altersstellung vergleichbar ist zu der von Stegodon sondaari. Etwa zeitgleich zu den frühen Funden auf Flores trat auf Java mit Stegodon trigonocephalus eine verzwergte Form auf, die zwischen 1000 und 1700 kg schwer wurde. Von ihr ist ein recht umfangreiches Fossilinventar unter anderem von der bedeutenden Fundstelle von Trinil im Osten von Java überliefert. Es gehört der alt- bis mittelpleistozänen Kedung-Brubus-Fauna an. Die Art war dann noch in der nachfolgenden Ngandong-Fauna anwesend. Die Insel beherbergte aber verschiedene kleine Stegodontenformen, die wohl aufgrund der zerklüfteten Landschaft entstanden waren. So ist bei Sambungmacan, ebenfalls im östlichen Java gelegen, mit Stegodon hypsilophus eine weitere Art nachgewiesen, belegt über mehrere Zähne und Unterkiefer. Ihr Alter entspricht weitgehend den Funden von Trinil. Eine weitere Zwergform bildete sich mit Stegodon timorensis auf Timor heraus. Erste Funde wurden bereits 1964 entdeckt, die Art erhielt fünf Jahre später ihren Namen basierend auf einem einzelnen Zahn. Heute sind zahlreiche Funde von mehreren Fundstellen belegt, die auf ein Tier etwas größer als Stegodon sondaari schließen lassen. Das Alter der Funde liegt bei 168.000 bis 130.000 Jahren vor heute. Von Mindanao stammen Zahnfunde eines kleinen Vertreters der Stegodonten, der im Jahr 1890 zur Art Stegodon mindanensis gestellt wurde. Wiederum einzelne Zähne von Luzon werden mit der Zwergform Stegodon luzonensis verbunden. Festlandsvertreter der Gattung Stegodon, die hochvariable Angehörige vereint, konnten ein Körpergewicht von bis zu 12,7 t erreichen.

#### Übersicht der Nachweise auf südostasiatischen Inseln

##### Indonesien
| Insel    | Taxon                      | Autor           | Datierung             |
| -------- | -------------------------- | --------------- | --------------------- |
| Java     | Stegodon hypsilophus       | Hooijer, 1954   | Altpleistozän         |
| Java     | Stegodon trigonocephalus   | Martin, 1887    | Alt-/Mittelpleistozän |
| Java     | Stegoloxodon indonesicus   | Kretzoi, 1950   | Altpleistozän         |
| Sulawesi | Stegodon sompoensis        | Hooijer, 1964   | Alt-/Mittelpleistozän |
| Sulawesi | Stegoloxodon celebensis B1 | (Hooijer, 1949) | Alt-/Mittelpleistozän |

| Insel  | Taxon                 | Autor               | Datierung              |
| ------ | --------------------- | ------------------- | ---------------------- |
| Flores | Stegodon florensis    | Hooijer, 1957       | Mittel-/Jungpleistozän |
| Flores | Stegodon sondaari     | van den Bergh, 1999 | Altpleistozän          |
| Flores | Stegodon cf. sondaari | van den Bergh, 1999 | Altpleistozän          |
| Sumba  | Stegodon sumbaensis   | Sartono, 1979       | Altpleistozän          |
| Timor  | Stegodon timorensis   | Sartono, 1969       | Mittelpleistozän       |

##### Philippinen
| Insel    | Taxon                        | Autor                 | Datierung  |
| -------- | ---------------------------- | --------------------- | ---------- |
| Luzon    | Stegodon luzonensis          | von Koenigswald, 1956 | Pleistozän |
| Luzon    | Stegodon cf. trigonocephalus | von Koenigswald, 1956 | Pleistozän |
| Luzon    | „Elephas“ beyeri B2          | von Koenigswald, 1956 | unklar     |
| Mindanao | Stegodon mindanensis         | Naumann, 1890         | Pleistozän |

## Heutige „Zwergelefanten“

### „Borneo-Zwergelefant“
Der auf Borneo lebende „Borneo-Zwergelefant“ (Elephas maximus borneensis) ist eine angenommene Unterart des Asiatischen Elefanten (Elephas maximus). Ihr systematischer Status ist unsicher; während lange ein Einschleppen domestizierter Elefanten durch den Menschen vermutet wurde, legen neuere Untersuchungen nahe, dass es sich um eine endemische Population handelt. In der Körpergröße unterscheiden sie sich kaum von ihren Verwandten des südostasiatischen Festlandes.

### Afrikanischer „Zwergelefant“
Im Jahr 1906 beschrieb Theophil Noack ein kleines Individuum eines Afrikanischen Elefanten unter der wissenschaftlichen Bezeichnung Elephas africanus  pumilio. Das Tier lebte im Hamburger Tierpark, stammte aber ursprünglich aus dem Gebiet der heutigen Republik Kongo. Die geringe Größe des Tieres veranlasste Noack, seine neue Form als „Zwergelefanten“ anzusehen. Später wurde der „Zwergelefant“ in Loxodonta pumilio umbenannt. Über seine tatsächliche Existenz wurde lange Zeit eine kontroverse Debatte geführt. Befürwortern zufolge lebte der „Zwergelefant“ in den tropischen Regenwäldern des zentralen Afrikas und teilte sich dort seinen Lebensraum mit dem Waldelefanten (Loxodonta cyclotis). Unterstützt wurde dies durch die gelegentliche Sichtung kleinerer Tiere mit ausgebildeten Stoßzähnen. Gegner dagegen lehnten seine Existenz ab und begründeten dies unter anderem damit, dass das Typusexemplar von Loxodonta pumilio zu seinen Lebenszeiten noch weiter gewachsen war und zu seinem Todeszeitpunkt eine Schulterhöhe von über 2 m aufwies. Sie sahen es als Jungtier des Waldelefanten an. In der Wende vom 20. zum 21. Jahrhundert erbrachten durchgeführte anatomische Vergleiche des Waldelefanten mit dem „Zwergelefanten“ keine Unterschiede zwischen den beiden Formen. Ebenso zeigten molekulargenetische Studien, dass der „Zwergelefant“ identisch mit dem Waldelefanten ist. Heute sehen Forscher die gelegentlichen Sichtungen kleinerer Elefanten im Kongobecken als verwaiste Jungtiere oder als pathologisch verzwergte Individuen des Waldelefanten an.